# Schizanthus lacteus
Schizanthus lacteus là loài thực vật có hoa trong họ Cà. Loài này được Phil. miêu tả khoa học đầu tiên.